# Valdney Freitas da Matta
Valdney Freitas da Matta (* 20. April 1971 in Belo Horizonte) ist ein ehemaliger brasilianischer Fußballspieler.

## Karriere
Valdney begann seine Karriere bei Atlético Mineiro und spielte unter anderem auch bei Bangu AC. 1994 wechselte er nach Portugal. Hier spielte er bis 1998 für CF Estrela Amadora, FC Paços de Ferreira, SC Beira-Mar, Imortal DC und FC Barreirense. 1998 wechselte er nach Japan. Hier unterschrieb er einen Vertrag beim Zweitligisten Kawasaki Frontale. In der Saison 1998 wurde er mit 33 Toren Torschützenkönig. 2000 wechselte er zu Ōita Trinita. Danach spielte er bei FC Maia und Oeste FC.

## Erfolge
Atlético Mineiro
- Staatsmeisterschaft von Minas Gerais: 1991
- Copa Conmebol: 1992